# Jake Heggie
John Stephen Heggie, detto Jake (West Palm Beach, 31 marzo 1961), è un compositore e pianista statunitense di musica lirica, musica vocale, orchestrale e musica da camera. È molto noto per le sue opere e le sue canzoni d'arte e per le sue collaborazioni con artisti e scrittori di fama internazionale.

## Biografia

### Infanzia
Jake Heggie è nato a West Palm Beach, in Florida, da Judith (nata Rohrbach) e John Francis Heggie, terzo di quattro figli. Suo padre era un medico e un sassofonista dilettante e sua madre un'infermiera. Poco dopo la nascita di Heggie, la sua famiglia si trasferì a Columbus, Ohio. Iniziò a studiare pianoforte all'età di sette anni.
Nel 1972 suo padre si suicidò dopo una lunga battaglia contro la depressione. Poco dopo Heggie iniziò a scrivere musica. Pochi anni dopo la morte del padre, la famiglia si trasferì nella San Francisco Bay Area, dove Heggie completò il liceo e continuò i suoi studi di pianoforte.

### Educazione e formazione musicale
Da adolescente Heggie studiò composizione privatamente con Ernst Bacon dal 1977 al 1979. Dopo essersi diplomato al liceo, trascorse due anni a studiare all'Università americana di Parigi. In seguito continuò i suoi studi all'Università della California a Los Angeles (UCLA), dove tra i suoi insegnanti c'erano Roger Bourland, Paul Des Marais, David Raksin e Paul Reale, e dove vinse l'Henry Mancini Award nel 1987. Si laureò alla UCLA con un Bachelor of Arts nel 1984 e tornò per la scuola di specializzazione dal 1986 al 1988.
L'insegnante più importante di Heggie durante i suoi studi all'UCLA fu Johana Harris, vedova del compositore Roy Harris.
"Lei era una magnifica insegnante, un'artista brillante in ogni modo, ed è stata formativa e incoraggiante", ha detto Heggie in un'intervista del 2015 con Opera News. "Voleva che tu avessi un'ampia consapevolezza di ciò che il mondo aveva da offrire in letteratura, musica, arte, cibo e vita quotidiana. Si trattava di liberare l'ispirazione, fidarsi degli istinti, aprire il tuo cuore e la tua anima alle possibilità. E lei vedeva qualcosa in me come artista e come compositore che non vedevo né riconoscevo in me stesso".
Avendo sviluppato una relazione personale, Harris e la Heggie si sposarono nel 1982.

### Inizi della carriera
Dopo la laurea Heggie e la Harris hanno girato il paese come duo di artisti fino al 1989, quando Heggie iniziò a notare dolore alla mano destra. Questi sintomi avrebbero alla diagnosi di distonia focale, una condizione neurologica che colpisce una parte specifica del corpo, in questo caso, la mano destra di Heggie, provocando contrazioni muscolari involontarie. Incapace di continuare a suonare il pianoforte, Heggie intraprese una carriera nelle pubbliche relazioni, lavorando per l'UCLA Performing Center for the Arts.
In considerazione della salute cagionevole di Harris e del suo desiderio di trasferirsi a San Francisco da Los Angeles, la coppia prese la decisione comune di separarsi pur rimanendo sposati. Nel 1993 Heggie si trasferì a San Francisco, dove lui e la Harris sarebbero rimasti amici fino alla morte di lei per cancro nel 1995.
Heggie lavorò brevemente come scrittore di pubbliche relazioni per Cal Performances alla UC Berkeley nel 1993 prima di essere assunto dalla San Francisco Opera l'anno successivo come Public Relations Associate della compagnia, una posizione precedentemente ricoperta dal romanziere Armistead Maupin. Dopo essere stato assunto, Heggie ricominciò a comporre e la distonia focale nella sua mano diminuì nella misura in cui poté iniziare a rieducare la sua capacità di suonare il pianoforte. Il suo lavoro alla San Francisco Opera gli permise di interagire con collaboratori chiave, compresi cantanti, direttori d'orchestra e amministratori, che potessero essere interessati ad eseguire la sua musica ed a collaborare per le composizioni future.
Nell'autunno del 1994 Heggie iniziò un'amicizia con il mezzosoprano Frederica von Stade quando lei cantò nella prima mondiale di The Dangerous Liaisons di Conrad Susa. La sera dell'inaugurazione decise di regalarle Three Folk Songs e quando Heggie fece visita alla von Stade durante l'intervallo, lei stava suonando gli arrangiamenti al pianoforte. Divenne un'entusiasta sostenitrice del suo lavoro e suggerì di iniziare a esibirsi insieme in recital. Nel 1995, con l'incoraggiamento della von Stade, Heggie partecipò allo Schirmer American Art Song Competition e vinse con "If you were coming in the fall..." (testo di Emily Dickinson).
Lofti Mansouri, allora direttore generale dell'Opera di San Francisco, chiese a Heggie durante un cocktail party se avesse mai pensato di scrivere un'opera. Il giorno dopo chiamò Heggie nel suo ufficio.
"Pensavo davvero che si sarebbe trattato di un nuovo comunicato stampa, quindi ho portato il mio blocco note", ha detto Heggie alla Nob Hill Gazette in un'intervista del 2013. "[Mansouri] ha detto: 'Abbiamo un'apertura della stagione 2000 e ti manderò a New York per parlare con Terrence McNally perché volevamo lavorare con lui e penso che voi due andreste subito d'accordo e potrebbe venire fuori qualcosa di sorprendente.' Tutti erano sbalorditi, ma nessuno più di me, dal fatto che offrisse a un ragazzo del suo staff di pubbliche relazioni la possibilità di scrivere un'opera completa, quando poteva scegliere qualsiasi compositore del pianeta".
Alla fine della stagione 1997 Heggie si dimise dalla sua posizione di Public Relations Associate e Mansouri lo nominò compositore residente della San Francisco Opera, un posto per due anni creata appositamente per lui in modo che potesse scrivere Dead Man Walking. La creazione di Dead Man Walking avrebbe lanciato la carriera internazionale di Heggie come compositore d'opera.

## Carriera

### Opere
Heggie è noto soprattutto per i suoi contributi al repertorio operistico americano. Acclamato dall'Associated Press come "uno dei più eminenti compositori d'opera contemporanei", le sue opere sono entrate nel repertorio standard con artisti del calibro dei compositori americani Carlisle Floyd, Gian Carlo Menotti e Douglas Moore, così come di quelli dei suoi contemporanei. Heggie si descrive come un compositore teatrale che si occupa di "servire [il] dramma" ed "esplorare il personaggio".

#### Dead Man Walking
Dead Man Walking, su libretto di Terrence McNally, è un'opera in due atti. Basato sul libro di narrativa di suor Helen Prejean, racconta la storia di una suora della Louisiana che diventa la consigliera spirituale di un assassino condannato alla pena capitale, nel braccio della morte dell'Angola. Commissionata dalla San Francisco Opera, l'opera fu eseguita in anteprima al War Memorial Opera House il 7 ottobre 2000, in una produzione molto acclamata che vedeva protagonisti Susan Graham (Sorella Helen), John Packard (Joseph De Rocher) e Frederica von Stade (La madre di Joseph), con il direttore Patrick Summers alla guida della San Francisco Opera Orchestra e Coro. La regia era di Joe Mantello e lo scenografo Michael Yeargan, con le luci di Jennifer Tipton ed i costumi di Sam Flemming. A grande richiesta la produzione originale di sette spettacoli fu aumentata a nove, la maggior parte dei quali andò completamente esaurita. La versione originale di Dead Man Walking è stata rivista durante la prima della East Coast alla New York City Opera nel settembre 2002.
Attualmente Dead Man Walking è stata vista a livello internazionale in più di 70 produzioni in cinque continenti. È stata registrata dal vivo due volte: la prima su Erato con il cast originale nel 2000 e la seconda su Virgin Classics dalla Houston Grand Opera nel 2011, con Joyce DiDonato (Sorella Helen), Philip Cutlip (Joseph) e Frederica von Stade (Madre di Joseph). La creazione dell'opera è stata oggetto di un documentario, And Then One Night: The Making of Dead Man Walking, andato in onda a livello nazionale sulla PBS nel 2002. Dead Man Walking dovrebbe debuttare al Metropolitan Opera nel 2021 in una nuova produzione di Ivo Van Hove, diretta da Yannick Nezet-Seguin.
Sono state create diverse produzioni di Dead Man Walking, inclusa una versione ampiamente eseguita dal regista Leonard Foglia con i disegni di Michael McGarty. La prima produzione europea è stata alla Semperoper di Dresda nel 2006, diretta da Niklaus Lehnhoff e ripetuta al Theater an der Wien di Vienna nel 2007. La prima australiana all'Adelaide Festival del 2003 ha visto la produzione originale di Joe Mantello, mentre la prima canadese alla Calgary Opera nel 2006 ha presentato una nuova produzione di Kelly Robinson. Nel corso degli anni altre produzioni sono state allestite da compagnie in Svezia, Irlanda, Germania, Sud Africa, Montreal e recentemente negli Stati Uniti dall'Opera Parallèle di San Francisco, oltre a compagnie di Boston, St. Louis, Eugene, Central City, Des Moines e presso l'Università del Michigan e la Northwestern University. Nel 2008 è stata creata un'orchestrazione ridotta per una produzione presso l'Università del Nebraska a Lincoln. Tale orchestrazione è stata ulteriormente modificata nel 2013 ed è ora ampiamente utilizzata.

#### Altre opere giovanili
Again (with a libretto by Kevin Gregory) was commissioned and premiered by the EOS Orchestra in 2000, shortly before the premiere of Dead Man Walking. The opera involved domestic abuse and the four main characters from the television sitcom I Love Lucy in the context that Ricky Ricardo had become physically abusive toward his wife, Lucy.
Again (su libretto di Kevin Gregory) è stata commissionata e presentata in anteprima dalla EOS Orchestra nel 2000, poco prima della prima di Dead Man Walking. L'opera riguardava gli abusi domestici e i quattro personaggi principali della sitcom televisiva I Love Lucy nella cornice in cui Ricky Ricardo era diventato fisicamente violento nei confronti di sua moglie, Lucy.
The End of the Affair, commissionato dalla Houston Grand Opera nel 2003 su libretto della drammaturga Heather McDonald, è tratto dall'omonimo romanzo di Graham Greene. Ambientata a Londra durante e subito dopo la seconda guerra mondiale, l'opera racconta la storia di Maurice Bendrix, uno scrittore coinvolto in una relazione amorosa illecita con Sarah Miles, moglie di un funzionario pubblico. Durante uno dei loro appuntamenti, avviene un raid aereo: esplode una bomba che distrugge la casa e fa perdere i sensi a Maurice. Quando Maurice si riprende, Sarah se ne va all'improvviso e giura di non vederlo mai più. Ossessionato, geloso e arrabbiato, Maurice si mette in viaggio per scoprire cosa è successo e perché è stato abbandonato quel giorno. L'opera fu presentata in anteprima nel marzo 2004 alla Houston Grand Opera. L'opera è stata poi ampiamente rivista con materiale aggiuntivo sul libretto da Heggie e dal regista Leonard Foglia. L'opera riveduta è stata eseguita alla Madison Opera nel 2005, con ulteriori revisioni fatte da Heggie e Foglia nello stesso anno alla Seattle Opera.
Nel 2005 Heggie e McNally hanno collaborato a At the Statue of Venus, commissionata dall'Opera Colorado per celebrare l'apertura dell'Ellie Caulkins Opera House. Considerata "una scena operistica per soprano e pianoforte", At the Statue of Venus si ispira alle grandi scene dei concerti di Haydn, Mozart, Beethoven e Britten: una donna attraente attende in un museo accanto a una statua della Dea dell'Amore per incontrarsi con un uomo che non ha mai visto. Il soprano Talise Trevigne ha registrato l'opera nella sua interezza e la sua aria "A Lucky Child" viene spesso eseguita in recital.
To Hell and Back è stata commissionata nel 2006 dalla Philharmonia Baroque Orchestra per celebrare la sua 25ª stagione ed il 20º anniversario del direttore musicale Nicholas McGegan. Su libretto di Gene Scheer, l'opera è basata sul mito greco-romano di Persefone, la dea della primavera, che fu rapita negli inferi dal dio Plutone e che deve trascorrere con lui metà dell'anno. Scheer ha basato il suo testo sulla storia raccontata in Le metamorfosi di Ovidio, formulando un racconto moderno ispirato alle molte versioni del mito di Persefone e alle moderne storie di abusi coniugali. L'opera è stata eseguita dal soprano Isabel Bayrakdarian, per la quale è stata scritta, e dalla star di Broadway Patti LuPone.
Three Decembers è stata commissionata dalla Houston Grand Opera nel 2008. Originariamente prevista come una produzione teatrale musicale commerciale, con musiche di Heggie, testi di Stephen Schwartz e un libretto di Terrence McNally, la storia apparì sul palcoscenico come un'opera dopo che Schwartz si ritirò per collaborare con Alan Menken nel film del 2007 Enchanted. Basata sulla sceneggiatura inedita di Terrence McNally Some Christmas Letters e su libretto di Gene Scheer, Three Decembers racconta la storia di una famosa attrice teatrale e dei suoi due figli adulti nei tre decenni di crisi dell'AIDS (1986, 1996 e 2006), ogni anno ricordando gli eventi di un dicembre mentre i personaggi si sforzano di comunicare, quando vengono rivelati i segreti di famiglia. Originariamente intitolata Last Acts, l'opera è stata registrata dal vivo alla première del 2008 e poi rivista. Il lavoro rivisto non è stato ancora registrato.

#### Moby-Dick
Alla sua prima, Moby-Dick è stata accolta con le recensioni più entusiaste che Heggie avesse avuto dai tempi di Dead Man Walking. D Magazine ha scritto "un nuovo capitolo nella storia dell'opera potrebbe essersi aperto [con Moby-Dick]" e il Dallas Morning News ha applaudito il lavoro come: "un trionfo".
Moby-Dick (2010) è un'opera in due atti su libretto di Gene Scheer basata sul romanzo di Herman Melville. Ambientato nel 1820, racconta la storia di Achab, capitano della sfortunata baleniera Pequod e dell'equipaggio che comanda. Avendo perso una delle gambe a causa della balena bianca chiamata Moby-Dick, il capitano Achab è ossessionato dall'idea di trovarla e distruggerla ad ogni costo. Solo il primo ufficiale della nave, Starbuck, vede le conseguenze mortali dell'ossessione di Achab.
Moby-Dick era stata commissionata dalla Dallas Opera, dalla San Francisco Opera, dalla Calgary Opera, dalla San Diego Opera e dalla State Opera South Australia. Fu eseguita in prima mondiale, molto acclamata, il 30 aprile 2010, alla Winspear Opera House di Dallas, in Texas, come parte della sua stagione inaugurale. Diretta da Patrick Summers, con la regia di Leonard Foglia, la produzione comprendeva le scene di Robert Brill, le proiezioni di Elaine McCarthy, le luci di Donald Holder e i costumi di Jane Greenwood. Nel cast figuravano il tenore Ben Heppner (Ahab), il baritono Morgan Smith (Starbuck), il tenore Stephen Costello (Greenhorn), il basso-baritono Jonathan Lemalu (Queequeg), il soprano Talise Trevigne (Pip), il baritono Robert Orth (Stubb) e il tenore Matthew O'Neill (Flask).
La produzione del 2012 di Moby-Dick alla San Francisco Opera fu presentata nella Great Performances' 40th Season, trasmessa a livello nazionale nel 2013 e successivamente pubblicata in DVD (EuroArts). Nello stesso anno, Heggie & Scheer's Moby-Dick: A Grand Opera for the 21st Century, un libro di Robert Wallace, con foto di Karen Almond, opera pubblicata dalla UNT Press. Moby-Dick è andata in prima sulla East Coast nel febbraio 2014 in una produzione della Washington National Opera.

#### Lavori operistici recenti
Music of Remembrance (MOR), una serie di concerti con sede a Seattle fondata dal direttore artistico Mina Miller, ha avvicinato Heggie nel 2006 per creare quella che sarebbe diventata una serie di tre opere in un atto sui temi della persecuzione durante l'Olocausto. Le opere, ciascuna su libretto di Gene Scheer, sono For a Look or a Touch (2007), Another Sunrise (2012) e Farewell, Auschwitz (2013).
For a Look or a Touch è una storia sulla persecuzione degli uomini gay durante l'Olocausto. Scheer ha basato il suo testo su storie vere raccontate nel film documentario Paragraph 175 e nel diario di Manfred Lewin, dallo United States Holocaust Memorial Museum di Washington Heggie in seguito ha adattato For a Look or a Touch per altri due formati: una versione teatrale con coro maschile e come ciclo di canzoni per assolo di baritono.
Another Sunrise è una scena drammatica per soprano e gruppo da camera (clarinetto, violino, violoncello, basso e pianoforte) basata sulla vita e l'opera della sopravvissuta all'Olocausto Krystyna Zywulska.
Farewell, Auschwitz è composto da sette scene per soprano, mezzosoprano e baritono. Il lavoro esiste in una versione da camera per cantanti e pianoforte ed in una orchestrazione con clarinetto, violino, violoncello, basso e pianoforte. In quest'opera i testi di Scheer sono traduzioni libere di testi creati da Krystyna Zywulska mentre era imprigionata ad Auschwitz-Birkenau.
Heggie e Scheer hanno creato un'opera intera intitolata Out of Darkness basata sulle tre opere che hanno creato per Music of Remembrance. La nuova opera è andata in prima a Seattle nel maggio 2016, seguita da spettacoli a San Francisco. Al momento una registrazione intitolata Out of Darkness (Naxos) offre le versioni originali di Another Sunrise e Farewell, Auschwitz, nonché la versione del ciclo di canzoni di For a Look or a Touch.
Nel 2014 Pacific Chorale, VocalEssence, Conspirare e i Philadelphia Singers hanno incaricato Heggie e Scheer di comporre The Radio Hour, un'opera corale in un atto. L'opera è incentrata su un'infelice donna di mezza età, disillusa dalla propria vita e che passa ottusamente attraverso i movimenti della fatica quotidiana. Alcuni dei coristi sono le voci negative che risuonano incessantemente nella sua testa, mentre altri le fanno cenno dalla radio. Come artisti cantano persino i mobili della sua stanza, con i corpi composti da una sedia, una lampada e uno specchio.
Great Scott, su libretto originale di Terrence McNally, fu presentata in anteprima alla Dallas Opera il 30 ottobre 2015. In Great Scott la star dell'opera Arden Scott torna nella sua città natale per salvare la compagnia in difficoltà che ha lanciato la sua carriera. La prima rappresentazione dell'opera perduta da tempo che ha scoperto subisce un flop la stessa notte del primo campionato di calcio della squadra di casa. L'opera vedeva protagonisti i mezzosoprano Joyce DiDonato e Frederica von Stade, il soprano Ailyn Pérez, il baritono Nathan Gunn e il controtenore Anthony Roth Costanzo. Great Scott ha segnato la terza collaborazione tra Heggie e McNally. Il lavoro fu accolto con entusiasmo e la Heggie ricevette una nomination ai Grammy 2019 per la migliore nuova composizione (classica).
L'adattamento operistico di Heggie del film del 1946 It's a Wonderful Life è stato commissionato dalla Houston Grand Opera su libretto di Gene Scheer. Basato sulla storia di Philip Van Doren Stern "The Greatest Gift" e reso famoso dal film di Frank Capra del 1946, l'opera segue il viaggio di George Bailey, un banchiere in difficoltà che sta per porre fine alla propria vita la vigilia di Natale solo per essere salvato quando il suo angelo custode lo aiuta a rendersi conto di quante vite ha toccato. It's a Wonderful Life fu eseguita in prima mondiale nel dicembre 2016 al Cullen Theatre del Wortham Theatre Center. Nel 2017 la PENTATONE ha pubblicato una registrazione dal vivo dell'opera, eseguita dalla Houston Grand Opera. Heggie e Scheer hanno rivisto il pezzo dopo la prima. Successivamente è stato eseguito ottenendo recensioni entusiastiche all'Opera di San Francisco.

### Canzoni e musica vocale
Oltre al suo vasto lavoro nell'opera lirica, Heggie ha composto quasi 300 canzoni d'arte con testi di scrittori sia viventi che deceduti.
Alcuni degli scrittori di punta nelle composizioni di Heggie comprendono Margaret Atwood, Maya Angelou, W.H. Auden, Charlene Baldridge, Mark Campbell, Raymond Carver, Hart Crane, Gavin Geoffrey Dillard, Emily Dickinson, Charles Hart, John Hall, A. E. Housman, Galway Kinnell, Sister Helen Prejean, Vachal Lindsay, Phillip Littell, Amy Lowell, Armistead Maupin, Terrence McNally, Edna St. Vincent Millay, Laura Morefield, John Jacob Niles, Dorothy Parker, Rainer Maria Rilke, Gini Savage, Ann Sexton, Gene Scheer, Frederica von Stade, Pamela Stewart, Sir Philip Sidney, Judyth Walker e Walt Whitman, tra altri.
Heggie ha anche arrangiato una serie di canzoni popolari tradizionali americane.

### Musica orchestrale e corale
Molte delle opere orchestrali e corali di Heggie sono ispirate da opere letterarie. Queste comprendono episodi orchestrali da Dead Man Walking (2002), commissionati dall'Orchestra sinfonica di Dallas, Ahab Symphony (2013), dalla University of North Texas e l'opera corale He will gather us around da Dead Man Walking (2003), un arrangiamento dell'inno originale dell'opera commissionato dalla Wichita State University. Molti dei suoi cicli di canzoni, più recentemente The Work at Hand (2015), sono stati anche orchestrati da Heggie per complessi orchestrali più grandi.
Nel 2002 Heggie è stato incaricato dalla Oakland East Bay Symphony di comporre Holy the Firm: an essay for cello and orchestra per il violoncellista Emil Miland. Il pezzo, una risposta agli attacchi terroristici al World Trade Center dell'11 settembre 2001, era basato sull'omonimo romanzo di Annie Dillard.

### Musica da camera
Heggie ha scritto una serie di opere strumentali durante il suo periodo da studente alla UCLA. Questi includono opere per pianoforte, quartetto d'archi e assoli strumentali, tra gli altri.
Ha anche arrangiato molti canti popolari e inni tradizionali per pianoforte solista o altre configurazioni strumentali. Uno dei suoi arrangiamenti più eseguiti è Coward/Cabaret, un'ambientazione di tre brani di cabaret di Noël Coward per violoncello e pianoforte che Heggie esegue frequentemente con il violoncellista Emil Miland.
Due recenti commissioni per musica strumentale includono Fury of Light (2010) e Orcas Island Ferry: Suite per viola/violino e pianoforte (2012). Fury of Light è stato commissionato a Carol Wincenc per celebrare il suo Anniversario di rubino (40º anniversario) ed è stato ispirato dalla poesia "Sunrise" di Mary Oliver. Orcas Island Ferry: la suite per viola/violino e pianoforte è stata commissionata dall'Orcas Island Chamber Music Festival per la violista/violinista Aloysia Friedmann e il pianista Jon Kimura Parker.

## Collaboratori significativi
Heggie collabora frequentemente come compositore e pianista con cantanti di fama internazionale. Tra questi collaboratori figurano:
- Soprani: Cheryl Barker, Isabel Bayrakdarian, Marnie Breckenridge, Kristin Clayton, Lisa Delan, Nicolle Foland, Devon Guthrie, Kiri Te Kanawa, Peggy Kriha-Dye, Renée Fleming, Caitlyn Lynch, Sylvia McNair, Ann Moss, Leah Partridge, Ailyn Pérez, Talise Trevigne, Carol Vaness, Deborah Voigt, Lisa Vroman e Regina Zona;
- Mezzosoprani: Jamie Barton, Zheng Cao, Catherine Cook, Sasha Cooke, Joyce DiDonato, Susan Graham, Jennifer Larmore, Sarah Larsen, Elise Quagliata e Frederica von Stade;
- Controtenori: Brian Asawa e Anthony Roth Costanzo;
- Tenori: Jonathan Blalock, William Burden, Stephen Costello, Paul Groves, Ben Heppner, Jay Hunter Morris, Nicolas Phan e Rodel Rosell;
- Baritoni: Kevin Burdette, Philip Cutlip, Nathan Gunn, Michael Mayes, Daniel Okulitch, Robert Orth, John Packard, Keith Phares, Morgan Smith e Bryn Terfel.

Heggie ha anche scritto per le star di Broadway Patti LuPone (per cui ha scritto To Hell And Back) e Audra McDonald (la sua canzone Vanity (blah blah me) faceva parte di un ciclo di canzoni commissionato dalla Carnegie Hall per McDonald intitolato The Seven Deadly Sins, che contiene anche composizioni di Michael John LaChiusa, Stephen Flaherty, Ricky Ian Gordon ed altri).
I registi teatrali che hanno sostenuto il suo lavoro includono Leonard Foglia, Joe Mantello, Tomer Zvulun e Jack O'Brien. Tutte le principali anteprime d'opera di Heggie sono state dirette da Patrick Summers. Ha anche lavorato con i direttori d'orchestra John DeMain, Joseph Mechavich e Nicole Paiement.

## Vita privata
Heggie ha sposato il cantante e attore Curt Branom nel 2008. Attualmente vivono a San Francisco.

## Composizioni importanti
- Dead Man Walking (2000)
- The Deepest Desire (2002)
- The End of the Affair (2003; rev. 2004–2005)
- To Hell and Back (2006)
- For a Look or a Touch (2007)
- Three Decembers (2008)
- Moby-Dick (2010)
- Ahab Symphony (2013)
- Camille Claudel: Into the Fire (2012)
- The Radio Hour (2014)
- The Work at Hand (2015)
- Great Scott  (2015)

## Premi, riconoscimenti e distinzioni
- 1995 Vincitore – Schirmer American Art Song Competition
- Premio Mecenate 2004 (Opera di Pittsburgh)
- 2005 Borsa di studio Guggenheim
- 2015 Eddie Medora King Award (UT Austin)[31]
- Commissione Brock 2015[32]

Le residenze artistiche includono:
- 1998–2000 San Francisco Opera CHASE Compositore residente
- 2000–2001 EOS Orchestra Compositore residente
- 2002 Vail Valley Music Festival Compositore in residenza
- 2010-2011 University of North Texas Artista Residente
- 2005 e 2012 Compositore residente del Festival di musica da camera dell'Isola di Orcas

Inoltre Heggie ha tenuto residenze per artisti ospiti presso Boston University, Università di Bucknell, Cornell, Royal Conservatory in Toronto, University of Northern Iowa, University of Colorado a Boulder, USC Thornton School of Music e Università Vanderbilt.
È stato membro di facoltà ospite per il SongFest presso la Colburn School e il Vancouver International Song Institute (VISI).

## Pubblicazioni
- Jake Heggie: Composing Opera Today. The Oxford Handbook of Opera. Ed. Helen M. Greenwald. New York: Oxford UP, 2014. pp. 1089–111.
- Loudis, Jessica. Jake Heggie, Composer. Should I Go to Grad School?: 41 Answers to an Impossible Question. New York: Bloomsbury, 2014. pp. 180–87.
- Wallace, Robert K., and Karen Almond. Heggie and Scheer's Moby-Dick: A Grand Opera for the 21st Century. Denton, TX: University of North Texas, 2013.

Heggie ha tre raccolte di canzoni pubblicate da G. Schirmer dal 1998 al 1999 (Associated Music Publishers): The Faces of Love, Book 1 (soprano), The Faces of Love, Book 2 (mezzo- soprano), e The Faces of Love, Book 3 (voce media)
Tutta l'altra musica di Heggie è pubblicata da Bent Pen Music, Inc. e rappresentata da Bill Holab Music, Inc.

## Discografia
- 1997 – My Native Land: A Collection of American Songs. Canzoni selezionate. Cantate da Jennifer Larmore (soprano) e Antoine Palloc (piano). WEA/Atlantico/Teldec. Compact disc.
- 1999 – The Faces of Love - The Songs of Jake Heggie. Eseguita da Emil Miland (violoncello), Renée Fleming (soprano), Sylvia McNair (soprano), Jennifer Larmore (soprano), Frederica Von Stade (mezzosoprano) , Nicolle Foland (soprano), Zheng Cao (mezzosoprano), Kristin Clayton (soprano), Carol Vaness (soprano) e Brian Asawa (controtenore). BMG/RCA Victor 63484. CD.
- 2002 – Heggie: Dead Man Walking. Registrazione dal vivo della prima mondiale dell'opera principale di Jake Heggie e Terrence McNally. Eseguita da Susan Graham (mezzosoprano), Frederica von Stade (mezzosoprano), John Packard (baritono) e la San Francisco Opera Orchestra and Chorus (Patrick Summers, direttore). Alliance Records. Compact disc.
- 2002 – New Music for a New Century (Live at the Paramount)). Registrazione dal vivo della prima mondiale di Holy the Firm: essay for cello and orchestra. Eseguita da Emil Miland (violoncello) e dall'Oakland East Bay Symphony (Michael Morgan, direttore).
- 2004 – Artist Portrait: Susan Graham. Estratti da Dead Man Walking. Cantata da Susan Graham (mezzosoprano). Alliance Records. Compact disc.
- 2005 – The Deepest Desire'. Opere di Leonard Bernstein, Aaron Copland e Jake Heggie. Eseguita da Joyce DiDonato (mezzosoprano), Frances Shelley (flauto) e David Zobel (piano). Eloquentia Francia. Compact disc.
- 2006 – Live recording of world premiere of "To Hell and Back. Eseguita da Isabel Bayrakdarian (soprano), Patti LuPone (mezzosoprano) e la Philharmonia Baroque Orchestra (Nicholas McGegan, direttore). Disponibile per il download su Magnatunes.
- 2008 – And if the song be worth a smile. Opere di Gordon Getty, William Bolcom, Jake Heggie, Luna Pearl Woolf, David Garner. Cantata da Kristin Pankonin, Matt Haimovitz, Susanne Mentzer, Lisa Delan. PENTATONE PTC 5186099. Compact disc.
- 2008 – Jake Heggie: For a Look or a Touch. Una registrazione con musica di Jake Heggie, Gerard Schwarz e Lori Laitman. Eseguita da Morgan Smith (baritono), Julian Patrick (baritono) e un quintetto di strumentisti. Naxos Records. Compact disc.
- 2008 – Flesh and Stone: The Songs of Jake Heggie. Cantata da Frederica von Stade (mezzosoprano), Joyce Castle (mezzosoprano), Zheng Cao (mezzosoprano) e Mary Phillips (mezzosoprano). Americus Records. Compact disc.
- 2008 – Three Decembers. Cantata da Kristin Clayton (soprano), Frederica von Stade (mezzosoprano) e Keith Phares (baritono). Registrazione dal vivo della prima mondiale alla Houston Grand Opera. Albany Records. Compact disc.
- 2009 – Cheryl Barker sings Great Operatic Arias. Estratti da The End of the Affair. Cantata da Cheryl Barker (soprano) e dalla London Philharmonic Orchestra (David Parry, direttore). Alliance Records. Compact disc.
- 2010 – Passing By: Songs by Jake Heggie. Cantata da Isabel Bayrakdarian (soprano), Zheng Cao (mezzosoprano), Joyce DiDonato (mezzosoprano), Susan Graham (mezzosoprano), Frederica von Stade (mezzosoprano), Paul Groves (tenore), Baritono Keith Phares (baritono), Dawn Harms (violino), Carla Maria Rodrigues (viola), Emil Miland (violoncello) e Jake Heggie (pianoforte). Avie Records. Compact disc.
- 2012 – Heggie: Dead Man Walking. Registrazione dal vivo della produzione della Houston Grand Opera 2011 dell'opera principale di Jake Heggie e Terrence McNally. Cantata da Joyce DiDonato (mezzosoprano), Frederica von Stade (mezzosoprano), Philip Cutlip (baritono) e la Houston Grand Opera Orchestra and Chorus (Patrick Summers, direttore). Virgin Classics. Compact disc.
- 2012 – Homecoming: Kansas City Symphony presents Joyce DiDonato. Registrazione dal vivo di The Deepest Desire. Cantata da Joyce DiDonato (mezzosoprano) e dalla Kansas City Symphony (Michael Stern, direttore d'orchestra). Disponibile per il download su iTunes.
- 2012 – Leah Partridge: Finding Home. Registrazione di canzoni di Jake Heggie, Ricky Ian Gordon, Ernst Bacon, Lee Hoiby, Libby Larson e altri. Cantata da Leah Partridge (soprano). Disponibile su CDBaby.com
- 2013 – Estratti da "Dead Man Walking". Cantata da Joyce DiDonato (mezzosoprano) in Rejoyce! the Best of Joyce DiDonato. Erato/Warner Classics. Compact disc.
- 2013 – qui/dopo: canzoni di voci perdute. Cantata da Stephen Costello (tenore), Joyce DiDonato (mezzosoprano), Nathan Gunn (baritono), Talise Trevigne (soprano), Carol Wincenc (flauto), The Alexander String Quartet e altri. PENTATONE PTC 5186515. Compact disc.
- 2013 – The Hours Begin to Sing. Opere di Jake Heggie, John Corigliano, Gordon Getty, David Garner, Luna Pearl Woolf. Cantata da Lisa Delan, Kristin Pankonin, Matt Haimovitz, David Krakauer, Maxim Rubtsov. PENTATONE PTC 5186459 Compact disc.
- 2013 – Achab Symphony. Eseguita da Richard Croft (tenore), il Grand Chorus della University of North Texas e l'UNT Symphony Orchestra (David Itkin, direttore). University of North Texas. Compact disc.
- 2013 – Talise Trevigne: At the Statue of Venus. Cantata da Talise Trevigne (soprano), Jake Heggie (pianoforte) e Glen Roven (pianoforte). Registri GPR. Compact disc.
- 2013 – Lisa Delan: The Hours Begin to Sing. Opere di Jake Heggie, John Corigliano, Luna Pearl Woolf, David Garner, Gordon Getty e William Bolcom. Cantata da Lisa Delan (soprano), Matt Haimovitz (violoncello) e Kristin Pankonin (piano). Pentatone Classici. Compact disc.
- 2013 – Daniel Okulitch: The New American Art Song. Opere di Jake Heggie, Ricky Ian Gordon, Glen Roven e Lowell Lieberman. Eseguito da Daniel Okulitch (basso-baritono) e accompagnato dai compositori. GPR Records. Compact disc.
- 2014 – Connection: Three Song Cycles. Cantata da Regina Zona (soprano) e Kathleen Tagg (pianoforte). Record di Naxos. Compact disc.
- 2014 – Out of Darkness. Registrazione di tre opere di Jake Heggie e Gene Scheer. Cantata da Caitlin Lynch (soprano), Sarah Larsen (mezzosoprano), Morgan Smith (baritono), Zart Domburian-Eby (flauto), Laura DeLuca (clarinetto), Mikhail Shmidt (violino), Walter Gray (violoncello), Jonathan Green (basso) e Craig Sheppard (piano). Naxos Records. Compact disc.
- 2015 – Love Life. Registrazione di From "The Book of Nightmares" e My true love hath my heart e la prima registrazione di Newer Every Day: Songs for Kiri. Cantata da Ann Moss (soprano), Emil Miland (violoncello), Steven Bailey (pianoforte) e Jake Heggie (pianoforte). Angel Share Records. Compact disc.
- 2020 - Unexpected Shadows. Opere di Jake Heggie. Interpretato da Jamie Barton, Jake Heggie, Matt Haimovitz. PENTATONE PTC 5186836. Compact disc.

## Videografia
- 2002 – And Then One Night: The Making of Dead Man Walking. A behind-the-scenes look at the San Francisco Opera's 2001 world premiere production of Dead Man Walking, based on Sister Helen Prejean's book. Directed by Linda Schaller. PBS.
- 2013 – Moby-Dick. Recording of 2012 production by San Francisco Opera. Directed by Leonard Foglia and Frank Zamacona. San Francisco Opera/PBS. DVD and Blu-ray.